# 丘克紐馬山
17°23′24″S 69°51′07″W / 17.39000°S 69.85194°W

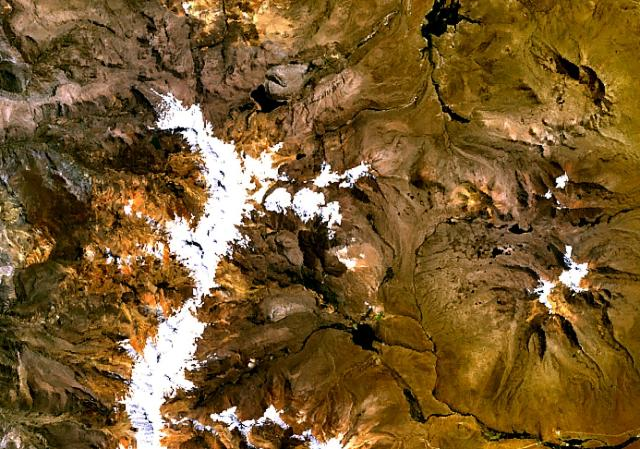

丘克紐馬山（Chucñuma），是秘魯的山峰，位於該國南部塔克納大區，由塔拉塔省的塔拉塔區負責管轄，屬於安地斯山脈的一部分，海拔高度5,000米。